# Paul Koulibaly
Pour les articles homonymes, voir Koulibaly.
Paul Kéba Koulibaly, né le 24 mars 1986 à Ouagadougou, est un footballeur international burkinabè évoluant au poste de  défenseur.
Il est le frère jumeau de Pan Pierre Koulibaly, également footballeur.

## Palmarès
- FC Dinamo Bucarest
  - 2012 : Supercoupe de Roumanie de football
- Burkina Faso
  - Finaliste de la Coupe d'Afrique des nations de football 2013